# Luiz Ejlli
Luiz Ejlli (* 12. Juli 1985 in Shkodra) ist ein albanischer Sänger, der beim Eurovision Song Contest 2006 das Halbfinale erreichte.

## Leben und Karriere
Luiz Ejlli wurde in Shkodra geboren, wo er zwischen 1991 und 2002 die Schule „Prenk Jakova“ besuchte. 1995 gewann er den ersten Preis bei einem Kindergesangsfestival in seiner Heimatstadt. 2004 nahm er an der albanischen Ausgabe von Pop Idol teil; er belegte den ersten Platz. Im Jahr darauf nahm er zum ersten Mal am Festivali i Këngës, dem Musikwettbewerb des Fernsehsenders RTSH teil, der zugleich auch der albanische Vorentscheid zum Eurovision Song Contest ist. Mit Hëna dhe yjet dashurojnë belegte er den zweiten Platz.
Im Dezember 2005 nahm er erneut am Wettbewerb teil und konnte diesmal mit dem Lied Zjarr e ftohtë gewinnen. Er war damit 2006 der dritte Teilnehmer Albaniens beim Eurovision Song Contest. Mit dem 14. Platz im Halbfinale erreichte er nicht den Einzug ins Finale. Er war der erste männliche Teilnehmer des Landes und auch der erste Vertreter, der in der Landessprache sang.
2009 nahm Luiz im Duett mit Juliana Pasha erneut am Festivali i Këngës teil und belegte mit Një jetë (deutsch Ein Leben) den zweiten Platz. Mit ihr hatte er für den Gesangswettbewerb Kënga Magjike 2010 wiederum ein Lied einstudiert, mit dem sie die Fernsehshow gewannen.
2023 nahm Luiz an der albanischen Version der Reality-Show Big Brother VIP teil und gewann sie. Während der Show begann er eine Beziehung mit seiner Mitstreiterin, dem Model Kiara Tito, welche er nach dem Auszug aus dem Big-Brother-Haus heiratete.

## Diskografie

### Singles (Auswahl)
- 2006: Zjarr e ftohtë
- 2023: 2 Shotsa (mit Donald Veshaj)
- 2023: Përjetësisht
- 2024: Kce
- 2024: Ding Ding (mit Ghetto Geasy)
- 2024: Shqiptare (mit Melinda Ademi)
- 2024: Mos Luj (mit Ermal Fejzullahu & DJ Gimi-O)
- 2024: Do Pi (mit Lumi B, Bruno Revolt & Naldi)
- 2024: Lamtumire (mit Teuta Selimi)